# سید حسین یعقوبی قائنی
سید حسین یعقوبی قائنی (زادهٔ ۱۳۰۳ خ، قائن - درگذشت ۲۰ بهمن ۱۳۹۶ خ)؛ مجتهد و عارف معاصر شیعی که شاگرد دو عارف شهیر محمدجواد انصاری همدانی و سید جمال‌الدین گلپایگانی بوده است. وی در اوایل جوانی با عارف بزرگ نجف سید علی قاضی دیدار داشته، چنان‌که برخی از او به عنوان شاگرد سید علی قاضی نیز یاد می‌کنند. وی در جوانی راهی عتبات شده و در حوزه‌های علمیه سامرا، نجف، کربلا و قم تحصیل کرده است. یعقوبی با شخصیتهای عرفانی از جمله سید رضا بهاءالدینی، سید محمدهادی میلانی و حسنعلی نجابت شیرازی در ارتباط بوده و نیز با دیگرانی چون میرزا علی آقا شیرازی، محمد کوهستانی، محمداسماعیل دولابی و سید عبدالحسین دستغیب مراوده داشته است.

## درگذشت
یعقوبی در ۲۰ بهمن سال ۱۳۹۶ خورشیدی در سن ۹۳ سالگی درگذشت. یکروز بعد جسد وی در قم تا حرم فاطمه معصومه تشییع گردید و پس از اقامه نماز میت در صحن «امام رضا» حرم   حضرت فاطمه معصومه (س)در حجره «شهید مفتح» دفن گردید.
عبدالحسین خسروپناه رئیس مؤسسه پژوهشی حکمت و فلسفه ایران، علی‌اکبر رشاد رئیس شوراهای حوزه‌های علمیه استان تهران، محمدصالح کمیلی از عرفای معاصر، عبدالقائم شوشتری دیگر عرفای معاصر، سید ابوالحسن مهدوی نماینده اصفهان در مجلس خبرگان رهبری هر کدام طی پیامهای جداگانه ای، در گذشت وی را بعنوان عالم عارف تسلیت گفتند.

## کتاب‌ها
- سفینة الصادقین (زندگی‌نامه وی با نکات مهم عرفانی) این کتاب زندگی‌نامه و شرح حال سید حسین یعقوبی قائنی است که وی در ضمن آن به بیان برخی مباحث و نکات مرتبط با عرفان و سیر و سلوک و آشنایی وی با شخصیتهای معنوی پرداخته است.
- انیس الصادقین (ادعیه و اذکار مأثور و دستورالعمل‌های سلوکی) «این کتاب مشتمل بر تعقیبات نماز، دعاهای روزانه، اعمال هر روز، اعمال شب و روز جمعه، اعمال وقت خواب، اذکار، استغفارات، گزیده‌ای از ادعیه و زیارات، دستورالعمل‌هایی برای برآورده شدن حوائج مختلف، حِرزها و اعمال دیگری برای انجام در طول ماه‌های سال است.[۱۱]

## شاگردان
افراد زیر از شاگران یا علاقمندان خاص سید حسین یعقوبی بوده‌اند که به حضور وی می‌رسیدند:
- محی الدین حائری شیرازی (که سابقه آشنایی ۵۰ ساله با وی داشته است.[۱۲])
- عبدالقائم شوشتری (که بنا به گفته خود از طریق محیی الدین حائری شیرازی با وی آشنا شد)[۱۳]
- علی صیاد شیرازی[۱۴]
- صادق آهنگران[۱۵]
- سید محمدعلی مهدوی[۱۶]